# 古橋亨梧
古橋 亨梧（ふるはし きょうご、本名：古橋 匡梧〈読み同じ〉、1995年1月20日 - ）は、奈良県生駒市出身のプロサッカー選手。EFLチャンピオンシップ・バーミンガム・シティFC所属。ポジションはフォワード（センターフォワード）。日本代表。
欧州リーグでの1シーズンにおける日本人最多得点記録保持者（27得点)。

## 来歴

### プロ入り前
桜ヶ丘FCでサッカーを始め、アスペガス生駒FC、興國高等学校（同級生に南野拓実がいる）を経て、中央大学へ進学。中央大学在学時には全日本大学選抜に選出された。4年時にはプロ入りを目指し、複数のJクラブの練習に参加するもののなかなかオファーをもらえず、一時期はプロ入りを諦めようとしていた が、最終的にFC岐阜に内定した。

### FC岐阜
2017年にJ2・FC岐阜へ加入。監督の大木武に、開幕から全試合スタメンとして起用された。2018年は第13節から5試合連続ゴールと好調で、5月の月間MVPを受賞。7月末までに11得点を記録した。
2018年も、調子を落とすことは無く、26試合で11ゴールを量産した。8月にヴィッセル神戸からのオファーを受けたことでチームを離れた。チームはシーズン前半は22チーム中、11位で折り返したが、後半戦は古橋が抜けた影響で、不調に陥り第24節から10連敗で順位を一気に19位に下げ、最終的に20位で終えた。J3への自動降格は寸前で回避した（翌年チームは最下位でJ3に降格した）。

### ヴィッセル神戸
同年8月、J1・ヴィッセル神戸に完全移籍。8月11日に行われたジュビロ磐田戦では加入2試合目で移籍後初先発を果たすと、後半11分に移籍後初ゴールを挙げた。その後もレギュラーとして活躍し、約半年間で13試合5得点という成績を残した。
2019年シーズンは、第1節はスタメンから外れるも第2節からはスタメンとして出場。第3節のベガルタ仙台戦では、VIP（ダビド・ビジャ、アンドレス・イニエスタ、ルーカス・ポドルスキ）と呼ばれる海外スター選手の前線の中で唯一日本人として出場し、シーズン初ゴールを決めた。その試合でビジャの得点もアシストしており、試合後にビジャから称賛された。その活躍ぶりから夏の移籍シーズンにはオランダのFCフローニンゲンとAZアルクマールから獲得に向けた正式オファーが届いたが、断って神戸に残留する事を決めた。11月23日、第32節のセレッソ大阪戦では残留を決める得点を決めて勝利に貢献した。このシーズン、代表にも選出される活躍を見せ、リーグ戦31試合で10ゴールを挙げて自身初のJ1リーグ2桁得点を達成。シーズン終了後にはJリーグ優秀選手賞を受賞した。また、この年の天皇杯では、準決勝の清水エスパルス戦で勝負を決定づける3点目を決めてクラブ初の決勝進出に貢献。翌年1月1日に行われた鹿島アントラーズ戦でもスタメン出場して、クラブ史上初のタイトル獲得に貢献した。
2020シーズンは背番号『11』に変更。2月19日、Jリーグ開幕前のACLグループステージ第2節水原三星ブルーウィングス戦では試合終了間際に決勝点を決めて、劇的勝利を呼び込んだ。このシーズンはリーグ戦30試合12得点を挙げ、2年連続でJリーグ優秀選手賞を受賞した。
2021年3月20日、第6節の北海道コンサドーレ札幌戦では2ゴールを挙げ逆転勝利に貢献した。4月7日、第8節の大分トリニータ戦では3試合連続ゴールを決めた。6月23日、第19節の横浜FC戦でプロ入り初のハットトリックを決めた。シーズン途中の7月17日に移籍するまでJ1リーグ得点ランキング1位であった。

### セルティック
2021年7月16日、スコティッシュ・プレミアシップ・セルティックFCへの完全移籍についてクラブ間で合意したことが発表された。7月17日のセレッソ大阪戦まで出場し渡英、メディカルチェック等を経て7月30日にセルティックと4年契約を締結したことが正式に発表された。8月1日、開幕節のハーツ戦にて途中出場し、移籍後初出場。続く8月5日、UEFAヨーロッパリーグ予選のFKヤブロネツ戦で移籍後初先発で初ゴールを決めた。8月8日、リーグ戦初先発となったセルティックパークデビュー戦、ダンディーFC戦でハットトリックを達成した。10月27日、第11節のハイバーニアンFC戦で今季10得点目を決めて勝利に貢献した。12月19日、スコティッシュリーグカップ決勝ハイバーニアンFC戦では1点先制されている状況から2ゴールを決め、チームを勝利に導きリーグカップ優勝を果たした。この活躍をBBCは「このアジア人が決勝戦で見せた見事な活躍はセルティックの伝説となるだろう」と評した。また、2点目の得点はセルティックが選ぶチーム内最優秀ゴールに選ばれた。海外移籍1年目は怪我での離脱もあったが、リーグ戦20試合で12得点を挙げて得点ランキング2位にランクインし、年間ベストイレブンに選出された。チームは、リーグ戦とカップ戦の2冠を達成した。
2022年9月6日、UEFAチャンピオンズリーグ・GL第1節のレアル・マドリード戦で途中出場からCLデビューを果たした。
2023年、リーグ戦22試合時点で18得点を記録、得点ランキングトップに立ち、欧州各国の主要リーグを含めて7位につけている。スコットランドリーグがセルティックとレンジャーズの2強状態でそれ以外のチームと大きく力の差があるなど、それぞれに事情が異なるものの、欧州に在籍した歴代日本人選手の中で、1シーズンにおける最高得点を更新した。
2023年3月26日放送の『情熱大陸』（TBS系列）にてカタールW杯日本代表落選後から密着取材を受け、落選については「過去のことを言っても仕方ないので、先を見てチームを勝たせるゴールを決める」とコメントしている。
2022-23シーズンは最終的に34得点を挙げ、クラブの3シーズンぶりとなる国内3冠（トレブル）達成に貢献。また、日本人初となる欧州主要リーグでの得点王（27得点）に輝いた他、リーグ、選手協会、記者協会、クラブ がそれぞれ選出する最優秀選手賞を獲得し個人タイトルを総なめした。
2023年10月5日、UEFAチャンピオンズリーグのGL第2節のSSラツィオ戦でCL初ゴールを決めた。 10月26日、第3節のアトレティコ・マドリード戦でも先制点を決めた。

### スタッド・レンヌ
2025年1月27日、フランス・リーグ・アンのスタッド・レンヌへの移籍が発表された。2027年までの2年半契約となる。移籍金の額は公表されていないが、Sky Sportsによれば1000万ポンドと推定されている。しかし、レンヌでは半年でわずか6試合の出場に留まった。

### バーミンガム・シティ
2025年7月5日、EFLチャンピオンシップに復帰したイングランドのバーミンガム・シティFCへ移籍し、3年契約を結んだ。移籍金の額は非公表とされている。

### 代表
2019年11月にサッカー日本代表に初選出され、11月19日の国際親善試合ベネズエラ戦に後半から出場して国際Aマッチ初出場を果たした。2021年3月には2022 FIFAワールドカップ・アジア2次予選のモンゴル戦にて代表初ゴールを含む2ゴールを決めた。なお、2点目は日本代表のW杯アジア予選の最多得点を更新する得点となった。6月7日に行われたアジア2次予選・タジキスタン戦では、代表初スタメンで1ゴール1アシストの結果を残した。
2022年、クラブではゴールを量産するも、代表ではゴールに恵まれず、カタールW杯の本大会メンバーには戦術的な理由もあってか、スピードが持ち味の前田大然と浅野拓磨が選ばれ、本大会メンバーから落選。
2023年3月、クラブでは引き続きゴールを量産していたが、森保監督は「リーグのレベルなど総合的な判断」として、日本代表に招集されなかった。このリーグレベル発言に、彼が所属しているセルティックFCのアンジェ・ポステコグルー監督は、「このリーグには国際レベルでとても良い成績を収めた選手がたくさんいる。5大リーグから来て、苦戦している選手も大勢いる」と反論した。
2023年5月25日、6月に行われるキリンチャレンジカップ2023に臨む日本代表に選出された。
2022年9月以来となる代表復帰であり、これについて森保一監督は、「継続的に結果と存在感のあるプレーで、チームの勝利に貢献しているので招集した」としている。
6月15日のエルサルバドル戦では途中出場から相馬勇紀のクロスをヘディングシュートで合わせ1得点した。
2023年11月、2026 FIFAワールドカップアジア2次予選ミャンマー戦、シリア戦のメンバーに選抜されていたものの、スコットランドリーグ第13節アバディーンFCとの試合により、ボールを競り合った際、相手選手に頭に頭突きをもらい、脳震盪の疑いにより途中交代。代表も辞退している。

## エピソード
- プロ入りに当たり心機一転を図るため[2]、登録名を本名の『古橋 匡梧』ではなく『古橋 亨梧』とした[61]。変更の理由として「知人に占ってもらった。“匡”だったら良いところまで行っても漢字の右側が空いているので“王”が逃げてしまうと言うことである。“亨”は片足でも上に上がれるように、という意味が込められている。芸名みたいなもの」と語った[2]。
- ヴィッセル神戸での元チームメイト、セルジ・サンペールとは生年月日が同じ（1995年1月20日）ことから、サンペールとは仲が良い。
- セルティック移籍後にセルティックOBの中村俊輔と連絡を取り、友人となった。中村からは「事あるごとにスコットランドのメディアはオレと比較するだろう。でも、それは気にするな。とにかくスコットランドでプレーすることを楽しむんだ」と助言を受けている[62]。

## 所属クラブ
- 桜ヶ丘フットボールクラブ（生駒市立生駒台小学校[5]）
- アスペガスフットボールクラブ（生駒市立光明中学校[5]）
- 興國高等学校
- 中央大学
- 2017年 - 2018年7月  FC岐阜
- 2018年8月 - 2021年7月  ヴィッセル神戸
- 2021年7月 - 2025年1月  セルティック
- 2025年1月 - 2025年7月  スタッド・レンヌ
- 2025年7月 -  バーミンガム・シティFC

## 個人成績
| 国内大会個人成績 | 国内大会個人成績 | 国内大会個人成績 | 国内大会個人成績 | 国内大会個人成績 | 国内大会個人成績 | 国内大会個人成績 | 国内大会個人成績 | 国内大会個人成績 | 国内大会個人成績 | 国内大会個人成績 | 国内大会個人成績 |
| 年度             | クラブ           | 背番号           | リーグ           | リーグ戦         | リーグ戦         | リーグ杯         | リーグ杯         | オープン杯       | オープン杯       | 期間通算         | 期間通算         |
| 年度             | クラブ           | 背番号           | リーグ           | 出場             | 得点             | 出場             | 得点             | 出場             | 得点             | 出場             | 得点             |
| 日本             | 日本             | 日本             | 日本             | リーグ戦         | リーグ戦         | リーグ杯         | リーグ杯         | 天皇杯           | 天皇杯           | 期間通算         | 期間通算         |
| ---------------- | ---------------- | ---------------- | ---------------- | ---------------- | ---------------- | ---------------- | ---------------- | ---------------- | ---------------- | ---------------- | ---------------- |
| 2017             | 岐阜             | 11               | J2               | 42               | 6                | -                | -                | 2                | 0                | 44               | 6                |
| 2018             | 岐阜             | 11               | J2               | 26               | 11               | -                | -                | 1                | 0                | 27               | 11               |
| 2018             | 神戸             | 16               | J1               | 13               | 5                | -                | -                | -                | -                | 13               | 5                |
| 2019             | 神戸             | 16               | J1               | 31               | 10               | 1                | 0                | 5                | 2                | 37               | 12               |
| 2020             | 神戸             | 11               | J1               | 30               | 12               | 1                | 0                | -                | -                | 31               | 12               |
| 2021             | 神戸             | 11               | J1               | 21               | 15               | 0                | 0                | 1                | 1                | 22               | 16               |
| スコットランド   | スコットランド   | スコットランド   | スコットランド   | リーグ戦         | リーグ戦         | S・リーグ杯      | S・リーグ杯      | スコティッシュ杯 | スコティッシュ杯 | 期間通算         | 期間通算         |
| 2021-22          | セルティック     | 8                | S・プレミア      | 20               | 12               | 3                | 3                | 1                | 0                | 24               | 15               |
| 2022-23          | セルティック     | 8                | S・プレミア      | 36               | 27               | 3                | 3                | 5                | 4                | 44               | 34               |
| 2023-24          | セルティック     | 8                | S・プレミア      | 38               | 14               | 1                | 0                | 5                | 3                | 44               | 17               |
| 2024-25          | セルティック     | 8                | S・プレミア      | 22               | 10               | 2                | 1                | 1                | 0                | 25               | 11               |
| フランス         | フランス         | フランス         | フランス         | リーグ戦         | リーグ戦         | F・リーグ杯      | F・リーグ杯      | フランス杯       | フランス杯       | 期間通算         | 期間通算         |
| 2024-25          | レンヌ           | 7                | リーグ・アン     | 6                | 0                | -                | -                | -                | -                | 6                | 0                |
| 通算             | 日本             | 日本             | J1               | 95               | 42               | 2                | 0                | 6                | 3                | 103              | 45               |
| 通算             | 日本             | 日本             | J2               | 68               | 17               | -                | -                | 3                | 0                | 71               | 17               |
| 通算             | スコットランド   | スコットランド   | S・プレミア      | 116              | 63               | 9                | 7                | 12               | 7                | 137              | 77               |
| 通算             | フランス         | フランス         | リーグ・アン     | 6                | 0                | -                | -                | -                | -                | 6                | 0                |
| 総通算           | 総通算           | 総通算           | 総通算           | 285              | 122              | 11               | 7                | 21               | 10               | 317              | 139              |

その他の公式戦
- 2020年
  - FUJI XEROX SUPER CUP 1試合 1得点

| 国際大会個人成績 | 国際大会個人成績 | 国際大会個人成績 | 国際大会個人成績 | 国際大会個人成績 | 国際大会個人成績 | 国際大会個人成績 |
| 年度             | クラブ           | 背番号           | 出場             | 得点             | 出場             | 得点             |
| AFC              | AFC              | AFC              | ACL              | ACL              | -                | -                |
| ---------------- | ---------------- | ---------------- | ---------------- | ---------------- | ---------------- | ---------------- |
| 2020             | 神戸             | 11               | 7                | 3                | -                | -                |
| UEFA             | UEFA             | UEFA             | UEFA EL          | UEFA EL          | UEFA CL          | UEFA CL          |
| 2021-22          | セルティック     | 8                | 9                | 5                | -                | -                |
| 2022-23          | セルティック     | 8                | -                | -                | 6                | 0                |
| 2023-24          | セルティック     | 8                | -                | -                | 6                | 2                |
| 2024-25          | セルティック     | 8                | -                | -                | 7                | 1                |
| 通算             | AFC              | AFC              | 7                | 3                | -                | -                |
| 通算             | UEFA             | UEFA             | 9                | 5                | 19               | 3                |

出場歴
- Jリーグ初出場 - 2017年2月26日 J2第1節 vsレノファ山口FC（岐阜メモリアルセンター長良川競技場）
- Jリーグ初得点 - 2017年4月8日 J2第7節 vs水戸ホーリーホック（岐阜メモリアルセンター長良川競技場）
- 公式戦初ハットトリック - 2021年6月23日 J1第19節 vs横浜FC（ノエビアスタジアム神戸）
- プレミアシップ初出場 - 2021年7月31日 第1節 vsハート・オブ・ミドロシアンFC（タインカッスル・スタジアム）
- プレミアシップ初得点 - 2021年8月8日 第2節 vsダンディーFC（セルティック・パーク）
- リーグ・アン初出場 - 2025年2月2日 第20節 vsRCストラスブール（ロアゾン・パルク）

## タイトル

### クラブ
ヴィッセル神戸
- 天皇杯 JFA 全日本サッカー選手権大会：1回（2019年）
- FUJI XEROX SUPER CUP：1回（2020年）

セルティックFC
- スコティッシュ・プレミアシップ：3回（2021-22, 2022-23, 2023-24)
- スコティッシュカップ：2回（2022-23, 2023-24）
- スコティッシュリーグカップ：3回（2021-22,2022-23, 2024-25）

### 個人
- J2リーグ月間MVP：1回（2018年5月）
- Jリーグ・優秀選手賞（2019年）
- J1リーグ月間MVP：1回（2021年（6月）
- スコティッシュ・プレミアシップ得点王：1回(2022-23)
- スコティッシュ・プレミアシップ最優秀選手賞：1回(2022-23)
- PFAスコティッシュ・プレミアシップ年間ベストイレブン：2回（2021-22, 2022-23）
- スコットランドPFA年間最優秀選手賞：1回（2022-23）
- スコットランド・サッカー記者協会年間最優秀選手賞：1回（2022-23）
- セルティック・ゴール・オブ・ザ・シーズン：2回（2021-22 ハイバーニアン戦、2023-24 レンジャース戦)
- JPFAアワード（JPFA）・ベストイレブン：3回（2022年-2024年）

## 代表歴
- 国際Aマッチ初出場 - 2019年11月19日 キリンチャレンジカップ2019 vsベネズエラ代表（パナソニックスタジアム吹田）
- 国際Aマッチ初得点 - 2021年3月30日 2022 FIFAワールドカップ・アジア2次予選 vsモンゴル代表（フクダ電子アリーナ）

### 出場大会
- 日本代表
  - 2019年 - キリンチャレンジカップ
  - 2021年 - 2022 FIFAワールドカップ・アジア2次予選
  - 2021年 - キリンチャレンジカップ
  - 2021年 - 2022 FIFAワールドカップ・アジア3次予選
  - 2022年 - キリンチャレンジカップ
  - 2023年 - キリンチャレンジカップ
  - 2024年 - 2025 FIFAワールドカップ・アジア３次予選

### 試合数
- 国際Aマッチ 23試合 5得点（2019年 - ）

| 日本代表 | 国際Aマッチ | 国際Aマッチ |
| 年       | 出場        | 得点        |
| -------- | ----------- | ----------- |
| 2019     | 1           | 0           |
| 2021     | 11          | 3           |
| 2022     | 4           | 0           |
| 2023     | 5           | 2           |
| 2024     | 1           | 0           |
| 2025     | 1           | 0           |
| 通算     | 23          | 5           |

### 出場
| No. | 開催日         | 開催都市         | スタジアム                                         | 対戦国         | 結果  | 監督   | 大会                                                            |
| --- | -------------- | ---------------- | -------------------------------------------------- | -------------- | ----- | ------ | --------------------------------------------------------------- |
| 1.  | 2019年11月19日 | 吹田             | パナソニックスタジアム吹田                         | ベネズエラ     | ●1-4  | 森保一 | キリンチャレンジカップ2019                                      |
| 2.  | 2021年3月25日  | 横浜             | 日産スタジアム                                     | 韓国           | ○3-0  | 森保一 | 国際親善試合                                                    |
| 3.  | 2021年3月30日  | 千葉             | フクダ電子アリーナ                                 | モンゴル       | ○14-0 | 森保一 | 2022 FIFAワールドカップ・アジア2次予選兼AFCアジアカップ2023予選 |
| 4.  | 2021年6月7日   | 吹田             | パナソニックスタジアム吹田                         | タジキスタン   | ○4-1  | 森保一 | 2022 FIFAワールドカップ・アジア2次予選兼AFCアジアカップ2023予選 |
| 5.  | 2021年6月11日  | 神戸             | ノエビアスタジアム神戸                             | セルビア       | ○1-0  | 森保一 | キリンチャレンジカップ2021                                      |
| 6.  | 2021年6月15日  | 吹田             | パナソニックスタジアム吹田                         | キルギス       | ○5-1  | 森保一 | 2022 FIFAワールドカップ・アジア2次予選兼AFCアジアカップ2023予選 |
| 7.  | 2021年9月2日   | 吹田             | パナソニックスタジアム吹田                         | オマーン       | ●0-1  | 森保一 | 2022 FIFAワールドカップ・アジア3次予選                          |
| 8.  | 2021年9月7日   | ライヤーン       | ハリーファ国際スタジアム                           | 中国           | ○1-0  | 森保一 | 2022 FIFAワールドカップ・アジア3次予選                          |
| 9.  | 2021年10月7日  | ジッダ           | キング・アブドゥッラー・スポーツシティ・スタジアム | サウジアラビア | ●0-1  | 森保一 | 2022 FIFAワールドカップ・アジア3次予選                          |
| 10. | 2021年10月12日 | さいたま         | 埼玉スタジアム2002                                 | オーストラリア | ○2-1  | 森保一 | 2022 FIFAワールドカップ・アジア3次予選                          |
| 11. | 2021年11月11日 | ハノイ           | ミーディン国立競技場                               | ベトナム       | ○1-0  | 森保一 | 2022 FIFAワールドカップ・アジア3次予選                          |
| 12. | 2021年11月16日 | マスカット       | スルタン・カーブース・スポーツコンプレックス       | オマーン       | ○1-0  | 森保一 | 2022 FIFAワールドカップ・アジア3次予選                          |
| 13. | 2022年6月2日   | 札幌             | 札幌ドーム                                         | パラグアイ     | ○4-1  | 森保一 | キリンチャレンジカップ2022                                      |
| 14. | 2022年6月6日   | 東京             | 国立競技場                                         | ブラジル       | ●0-1  | 森保一 | キリンチャレンジカップ2022                                      |
| 15. | 2022年6月14日  | 吹田             | パナソニックスタジアム吹田                         | チュニジア     | ●0-3  | 森保一 | キリンカップサッカー2022                                        |
| 16. | 2022年9月27日  | デュッセルドルフ | デュッセルドルフ・アレーナ                         | エクアドル     | △0-0  | 森保一 | キリンチャレンジカップ2022                                      |
| 17. | 2023年6月15日  | 豊田             | 豊田スタジアム                                     | エルサルバドル | ○6-0  | 森保一 | キリンチャレンジカップ2023                                      |
| 18. | 2023年6月20日  | 吹田             | パナソニックスタジアム吹田                         | ペルー         | ○4-1  | 森保一 | キリンチャレンジカップ2023                                      |
| 19. | 2023年9月12日  | ヘンク           | セゲカ・アレーナ                                   | トルコ         | ○4-2  | 森保一 | キリンチャレンジカップ2023                                      |
| 20. | 2023年10月13日 | 新潟             | デンカビッグスワンスタジアム                       | カナダ         | ○4-1  | 森保一 | MIZUHO BLUE DREAM MATCH 2023                                    |
| 21. | 2023年10月17日 | 神戸             | ノエビアスタジアム神戸                             | チュニジア     | ○2-0  | 森保一 | キリンチャレンジカップ2023                                      |
| 22. | 2024年11月19日 | 廈門             | 廈門白鷺体育場                                     | 中国           | ○3-1  | 森保一 | 2026 FIFAワールドカップ・アジア3次予選                          |
| 23. | 2025年3月25日  | さいたま         | 埼玉スタジアム2002                                 | サウジアラビア | △0-0  | 森保一 | 2026 FIFAワールドカップ・アジア3次予選                          |

### 代表での得点
| #  | 開催日         | 開催都市 | スタジアム                 | 対戦国         | 結果  | 大会                                                            |
| -- | -------------- | -------- | -------------------------- | -------------- | ----- | --------------------------------------------------------------- |
| 1. | 2021年3月30日  | 千葉     | フクダ電子アリーナ         | モンゴル       | ○14-0 | 2022 FIFAワールドカップ・アジア2次予選兼AFCアジアカップ2023予選 |
| 2. | 2021年3月30日  | 千葉     | フクダ電子アリーナ         | モンゴル       | ○14-0 | 2022 FIFAワールドカップ・アジア2次予選兼AFCアジアカップ2023予選 |
| 3. | 2021年6月7日   | 吹田     | パナソニックスタジアム吹田 | タジキスタン   | ○4-1  | 2022 FIFAワールドカップ・アジア2次予選兼AFCアジアカップ2023予選 |
| 4. | 2023年6月15日  | 豊田     | 豊田スタジアム             | エルサルバドル | ○6-0  | キリンチャレンジカップ2023                                      |
| 5. | 2023年10月17日 | 神戸     | ノエビアスタジアム神戸     | チュニジア     | ◯2-0  | キリンチャレンジカップ2023                                      |